# Hello, good morning
Hello, good morning is een liedje geschreven door Henk van Broekhoven, beter bekend als John Spencer.

## Nick MacKenzie
Hello, good morning werd een single van Nick MacKenzie. Het is afkomstig van zijn langspeelplaat met dezelfde titel. De succesvolste jaren van Nick waren al verstreken. Hij had een aantal hits in het begin van de jaren 70. In 1980 kwam wat dat betreft een nakomertje. Een grote hit als One is one werd het niet, maar hij haalde weer eens de Nederlandse hitparades. Het nummer en alle andere nummers van het album zijn geschreven en geproduceerd door Henk van Broekhoven. In 1996 kwam het opnieuw uit.
In Duitstalige landen verscheen Hallo, was machen wir heute?

### Hitnotering

#### Nederlandse Top 40
De uitgave in 1996 haalde hier alleen de tipparade.
| Positie: | 38 | 34 | 37 | uit |

#### NederlandseNationale Hitparade(1980)
| Positie: | 32 | 28 | 20 | 35 | 35 | 50 | uit |

#### Mega Top 50(1996)
| Positie: | 46 | 37 | 35 | 39 | uit |

#### BelgischeBRT Top 30
| Positie: | 23 | uit |

#### NPO Radio 2 Top 2000
Hello, good morning stond alleen in 1999 in de NPO Radio 2 Top 2000, op plek 1944.

## Bart Kaëll
In 2010 bracht Bart Kaëll het lied uit in zijn vertaling, het verscheen als Hallo goeie morgen!. Deze versie werd een bescheiden hitje in België.

### VlaamseUltratop 50
| Positie: | 42 | 42 | 30 | 32 | 36 | uit |